# Japanska fotbollsderbyn
36 lag spelar i den japanska proffsligan för fotboll och flera derbyn spelas varje år. Här är en lista av dem.

## Kantoderbyn
Området Kanto är hemmaplan för flest lag än någon annan del av Japan. Här spelas flera derbyn varje år mellan flera olika lag, men de hetaste derbyna är de följande.

### Tokyoderby
Tokyoderbyt spelas mellan FC Tokyo och Tokyo Verdy. Det första derbyt spelades 2001 efter att Verdy flyttade från Kawasaki och blev ett Tokyolag istället. Matchen vanns av FC Tokyo.

### Tamagawaderby
Tamagawaderbyt är ett derby mellan FC Tokyo och Kawasaki Frontale och kallas för Tamagawa Clasico. Det är endast floden Tama som avskiljer de två lagen och därav namnet.

### Yokohamaderby
Yokohamaderbyt spelas mellan Yokohama F. Marinos och Yokohama FC.

### Kanagawaderby
Även om Yokohama FC även ingår i Kanagawa prefektur så anses Kanagawaderbyt till största del vara ett derby mellan Yokohama F. Marinos och Kawasaki Frontale. Ett annat lag som ingår här är Shonan Bellmare.

### Saitamaderby
Saitamaderbyt består av lag från Saitama prefektur vilka är Omiya Ardija och Urawa Red Diamonds.

### Chibaderby
Chibaderbyt består av lag från Chiba prefektur vilka är JEF United Chiba och Kashiwa Reysol.

### Ibarakiderby
Ibarakiderbyt består av lag från Ibaraki prefektur vilka är Kashima Antlers och Mito Hollyhock.

### Norra Kantoderby
Tre lag i Norra Kanto spelar derby varje år, de är Thespa Kusatsu, Tochigi SC och Mito Hollyhock.

## Kansaiderbyn
Området Kansai är hemmaplan för lagen Gamba Osaka, Cerezo Osaka, Kyoto Sanga och Vissel Kobe.

### Osakaderby
Ett av de hetaste derbyn i Japan är derbyt mellan de två lagen från Osaka, Gamba Osaka och Cerezo Osaka men efter att Cerezo föll ner till division 2 har derbyt inte spelats sedan 2006.